# Josep Rocabruna i Valdivieso

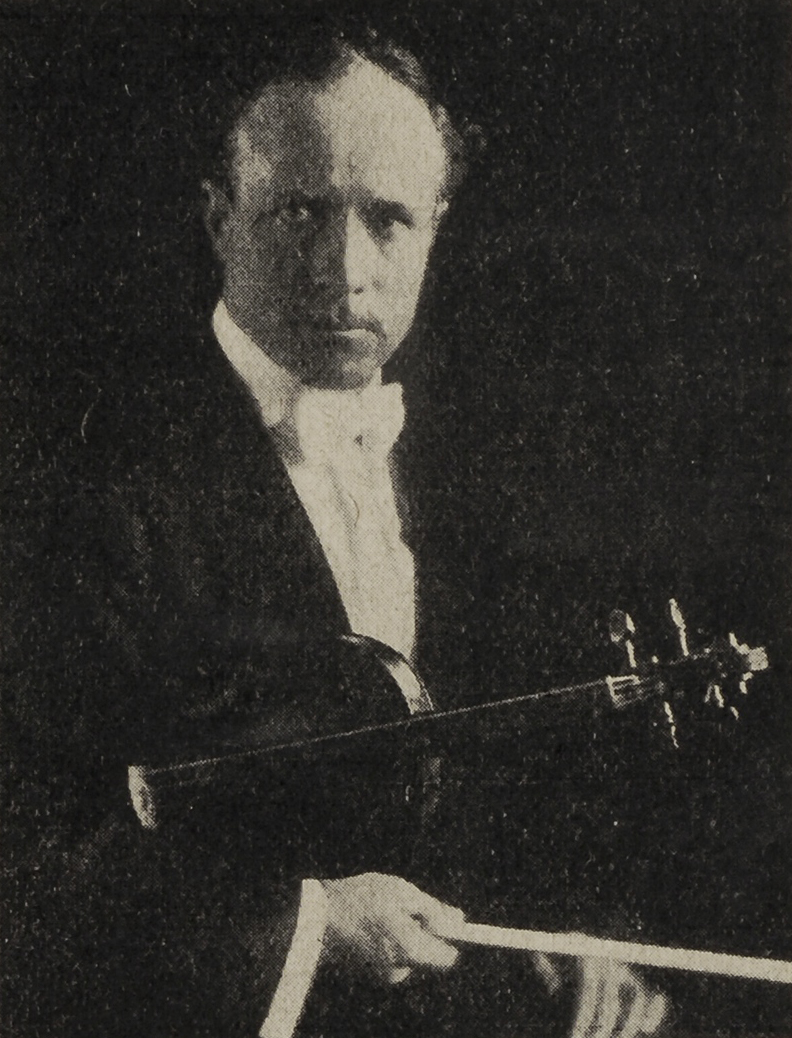
Josep Rocabruna i Valdivieso zu Beginn des 20. Jahrhunderts

Josep Rocabruna i Valdivieso (Spanisch: José Rocabruna, * 1879 in Barcelona; † 1957 in Mexiko-Stadt) war ein katalanischer klassischer Violinist und Musikpädagoge. Er wirkte seit 1902 in Mexiko.

## Leben und Werk
Josep Rocabruna erhielt seine erste Ausbildung in der Barceloneser Escolania der Basílica de la Mercè. Er studierte anschließend am Conservatori del Liceu bei dem Violinisten Domènec Sánchez und schloss sein Studium mit ersten Preisen in den Fächern Violine, Kammermusik, Harmonie und Musikgeschichte ab.
Er wurde erster Violinist im Orquestra del Gran Teatre del Liceu. Als junger Mann gründete er mit Mathieu Crickboom, Rafael Gálvez und Pau Casals ein Quartett. 1901 unternahm er mit dem Octeto Español eine Konzertreise in die USA. Im gleichen Jahr trat er erfolgreich als Konzertmeister mit dem Orchester der Metropolitan Opera in New York auf. 1902 unternahm er mit dem genannten Oktett eine Konzertreise nach Mexiko. Mit den Musikern Joan Roure (Klavier) und Guillem Ferrer (Violoncello) blieb er schließlich in diesem Land. Ihm wurde 1903 vom damaligen mexikanischen Kultusminister Justo Sierra der Lehrstuhl für Violine am Conservatorio Nacional von Mexiko-Stadt angeboten. Er nahm dieses Angebot an und hielt diese Stelle bis an sein Lebensende.
Mit dem katalanischen Musiker und Komponisten Lluís Gonzaga Jordà gründete Rocabruna das Jordà-Rocabruna-Quintett mit Josep Rocabruna (1. Violine), Guillermo Gómez (2. Violine), Guillem Ferrer (Cello), Lluís Jordà (Klavier) und Lluís Mas (Harmonium). 1906 war Rocabruna an der Gründung des Chores Orfeó Català a Mèxic beteiligt. Er leitete in Mexiko verschiedene Orchester und Ensembles wie das Orquesta Sinfónica de la Universidad Nacional Autònoma de México, das Orquesta Sinfónica Mexicana, das er auch gegründet hatte, das Orquesta Sinfónica del Sindicato de Filarmónicos (1926–1928), die Societat de Música de Cambra und das Orquesta Alemana („Deutsche Orchester“). Er engagierte sich intensiv im Rahmen kultureller Aktivitäten der Katalanen in Mexiko und unterstützte in diesem Kontext die Durchführung der Dichterwettbewerbe Jocs Florals in Mexiko.

## Tonträgereinspielungen von Josep Rocabruna
- Edison-Zylinder:[5]
  - Einspielung von 1905 des Quinteto Jordá-Rocabruna mit dem Titel "El amor es la vida" von Julio Ituarte. In: redesmusica.org. Archiviert vom Original am 12. April 2016; abgerufen am 6. Oktober 2020.
  - Einspielung von 1913 des Quinteto Jordá-Rocabruna, Monte Cristo (ref. 1768)
  - Einspielung von Josep Rocabruna an der Violine, Romance & Tarantella (ref. 4M-460)